# Usine de pâtes Mohawk
Pour les articles homonymes, voir Mohawk.
L’usine de pâtes Mohawk est un complexe industriel de production de pâte mécanique non blanchie, situé à Saint-Antonin, au Québec, environ 12 kilomètres en amont de Rivière-du-Loup. Fondée vers 1888, l'usine a cessé ses activités au début des années 2000.

## Histoire
L’usine de pâtes Mohawk est fondée dans les années 1880 par François Florentin Soucy, initialement sous le nom Lavoie, Blondeau, Soucy et Ass.. En 1888, Soucy rachète les parts de ses associés et prend seul la direction de l’entreprise. Il construit alors une usine pour produire de la pâte mécanique à partir de bois d'épinette et de sapin, espèces abondantes dans la région. Rapidement, l’usine développe le produit « Soucy Snowflakes Groundwood », qui est exporté en Angleterre et aux États-Unis.
En 1920, la production atteint 20 tonnes par jour et double d'ici 1940, notamment grâce à la construction d’un barrage en 1933 permettant d’alimenter les turbines de production.
En 1953, la compagnie est renommée F.F. Soucy Inc.. Au cours des années 1950, les opérations saisonnières de l’usine emploient plus de 75 ouvriers, principalement pour la gestion du bois provenant des réserves forestières de la compagnie, tandis que les opérations du moulin mobilisent plus de 50 ouvriers.
Au début des années 1960, la famille Soucy cherche à diversifier ses activités en se lançant dans la production de papier journal. En 1963, elle acquiert une machine fourdrinier d’une capacité de 100 tonnes et fait ériger une usine à Rivière-du-Loup pour cette production, qui se poursuit jusqu’en 1976.
L’usine de Saint-Antonin, modernisée en 1964, est alors équipée d'un tambour écorceur, de deux défibreurs à meule, d'un tamis géant, d'un épurateur Cowan, ainsi que de cinq presses à pâte de type Pascol avec une capacité de 60 tonnes de pâte mécanique par jour. Toute la production est destinée à l’exportation sous forme de ballots de pâte non séchée.
En 1971, l’usine de Saint-Antonin ferme temporairement, mais reprend ses activités en 1973 après son rachat par Mohawk Inc., propriétaire d’une autre usine de pâtes et papiers à Rivière-du-Loup depuis 1941. Rita Soucy, fille d’Albert Soucy, et Jean-Léon Marquis conservent cependant une part de la copropriété. Bien que l'usine connaisse des améliorations au fil des années, ses activités cessent définitivement au début des années 2000.

### Histoire récente
En juin 2024, le barrage hydroélectrique situé sur le site de l’ancienne usine est mis en vente pour six millions de dollars. Propriété de Brian McDougall, président de Winston Hydro, le barrage a une capacité de production de 2,5 mégawatts, bien qu’il ne soit pas actuellement en opération.

## Processus de production
Le processus de production impliquait la transformation du bois résineux, de 4 à 8 pieds de longueur, en pâte mécanique non blanchie. Les billots, flottant dans un réservoir de 1,5 kilomètre en amont de l'usine, étaient transportés par canal, puis hissés dans l'usine. Après être coupés et écorcés, ils suivaient deux voies : certains étaient traités dans des défibreurs à meule actionnés par des turbines hydrauliques, tandis que les surplus étaient stockés à l'extérieur.
Les fibres obtenues par défibrage étaient tamisées, nettoyées et asséchées avant d'être compressées en ballots de 680 kilos pour l'expédition.
En 1995, la capacité nominale de production de l’usine est de 50 000 tonnes métriques par an, bien que le taux d’utilisation de cette capacité atteigne seulement 15 % cette année-là. L'usine emploie alors 50 personnes.

## Infrastructures, architecture et barrage
Le complexe industriel comprend neuf bâtiments distincts construits entre 1888 et les années 1960, directement à côté de la rivière du Loup. Certains bâtiments, comme le bâtiment des défibreurs et la chaufferie, conservent des éléments architecturaux d'origine, tels que des fenêtres à petits carreaux et des structures en béton brut.
Le barrage de l'usine a été construit en 1934,. Il s’agit d’un barrage en béton-gravité d'une hauteur de 11,95 mètres et d'une longueur de 120 mètres, avec une capacité de retenue de 4 600 000 m³. Le réservoir créé par ce barrage couvre une superficie de 34,4 hectares et s’étend sur 2 582,3 mètres en amont, avec une largeur moyenne de 133 mètres. Le barrage repose sur un fond de roc et est classé comme ayant une très haute importance en termes de conséquences.

## Impact environnemental
Dans le cadre du Plan Saint-Laurent Vision 2000, l’usine est classée parmi les établissements industriels réglementés et fait partie d’une initiative de réduction des rejets toxiques. En 1995, des mesures de recirculation des eaux et de filtration ont permis de diminuer les matières en suspension et la demande biochimique en oxygène. En 1995, l'usine ne présentait qu'une faible toxicité des effluents, et aucun des 11 toxiques persistants surveillés par le programme n'y a été détecté.